# Dmitri Bortnianski
Dmitri Stepanovitch Bortnianski (en russe : Дмитрий Степанович Бортнянский; en ukrainien : Дмитро Степанович Бортнянський; né le 28 octobre 1751 à Gloukhov, Empire russe, et mort le 10 octobre 1825 à Saint-Pétersbourg, Empire russe), est un compositeur impérial russe d'origine ukrainienne,. Il a composé dans de nombreux styles différents sur des textes slavons d'église, français, italiens, allemands, latins.

## Biographie

### L'élève
Dmitri Bortnianski est né dans la ville de Gloukhov, dans l'Empire russe. Jeune, il chante à l'église ; on le remarque et, à sept ans, il se joint au chœur de la Chapelle impériale à Saint-Pétersbourg (1758). Il y étudie la musique et la composition avec différents professeurs (Poltoraski, Raupach, Startzer) puis, finalement, avec le chef du chœur, l'Italien Baldassare Galuppi. Il a l'occasion d'écouter la musique de Gluck, Telemann, Wagenseil, Graun et d'autres maîtres allemands donnée à la cour.
En 1769, lorsque Galuppi retourne en Italie, il emmène le jeune homme, sur l'ordre de Catherine la Grande, pour compléter sa formation. Bortnianski y compose des opéras qui ont un succès considérable : Créon (1776) et Alcide (1778), créés à Venise, et Quinto Fabio, à Modène (1779). Il compose également des œuvres sacrées en latin et en allemand, a cappella ou avec orchestre, dont un Ave Maria (1775) pour deux voix et orchestre et un Salve Regina (1776).

### Le maître

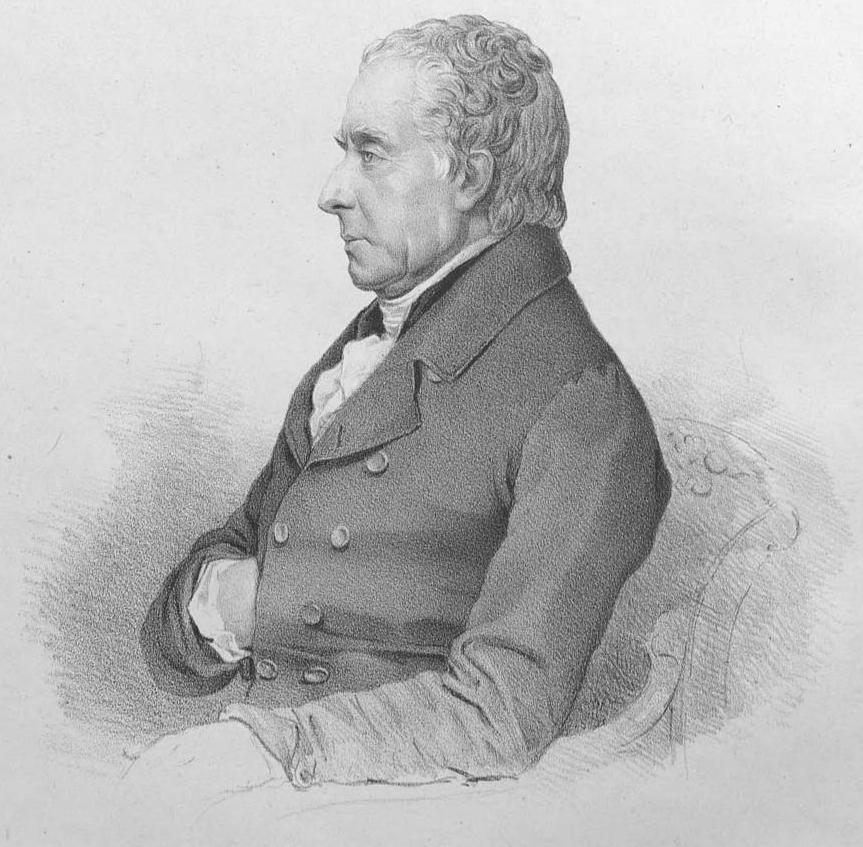
Dmitri Stepanovitch Bortnianski.

En 1779, après dix ans d'absence, à la demande pressante d'Ivan Elaguine, directeur du théâtre et de la musique à la cour de Catherine II, Bortnianski retourne à Saint-Pétersbourg : il a vingt-huit ans. Il tire d'abord sa subsistance d'un poste d'assistant à la chapelle de la cour.  C'est le moment où Giovanni Paisiello domine la scène avec ses opéras. Paisiello quittant la Russie en 1783, c'est Bortnianski que Catherine choisit pour lui succéder comme maître de chapelle de son fils Paul.
Bortnianski compose au moins quatre nouveaux opéras-comiques, sur des livrets français de Franz-Hermann Lafermière (1737-1796) : Le Faucon (1786), La Fête du seigneur (1786), Don Carlos (1786), et Le fils-rival ou La moderne Stratonice (1787).
À la même époque, il écrit aussi des œuvres instrumentales, notamment des sonates pour piano, un quintette avec piano et harpe (1787), une symphonie concertante (1790) dédiés à la princesse Marie Fiodorovna, épouse du futur Paul Ier, ainsi qu'un cycle de mélodies françaises portant le titre de Romances (1793). Bortnianski destine manifestement à la princesse ses pièces pour clavier ou pour harpe.
Bortnianski est consacré lorsqu'il est nommé par Paul Ier, nouvellement couronné, au poste de directeur de la Chapelle impériale (1796). Il est le premier musicien né dans l'Empire russe à occuper ce poste. Composée de 108 choristes, la chorale acquiert sous sa direction une importance européenne et devient le centre de la vie musicale de Saint-Pétersbourg. Il fait donner des œuvres aussi exigeantes que La Création de Haydn en 1802, le Requiem de Mozart en 1805, le Messie de Haendel l'année suivante ou le Christ au Mont des oliviers de Beethoven en 1813.
En 1814 Bortnianski reçoit commande d'écrire le service officiel de la liturgie de saint Jean Chrysostome, pour unifier dans tout l'empire les pratiques de l'Église orthodoxe russe. Il combine les styles orientaux et occidentaux de musique sacrée et intègre des éléments polyphoniques appris en Italie : certaines œuvres nécessitent plusieurs chœurs, selon la technique vénitienne des deux Gabrieli. Il produit des centaines d'œuvres religieuses ou des concertos sacrés (35 pour chœur mixte à quatre voix et une dizaine pour double chœur), des cantates et des hymnes. Bortnianski a alors presque totalement cessé d'écrire des œuvres profanes.
Dmitri Bortnianski meurt à Saint-Pétersbourg le 10 octobre 1825 et est enterré au cimetière orthodoxe de Smolensk de la ville. Selon la légende, ce fut le Concerto no 33 Pourquoi êtes-vous abattue, mon âme ? (Psaume 42, verset 6), qui fut joué lors des obsèques. En 1953, les restes de Bortnianski sont transférés au cimetière Tikhvine, près du monastère de la Sainte-Trinité Alexandre Nevski.

## Postérité
Les contemporains du musicien l'appelaient « l'Orphée de la Neva » et comparaient ses concertos pour chœur aux chants des anges descendant du ciel.
Berlioz, relatant son voyage en Russie dans les années 1840, s'exprime ainsi :

« Dans toutes ces œuvres on trouve un véritable sentiment religieux, souvent une sorte de mysticisme, qui plonge l'auditeur en de profondes extases, une rare expérience du groupement des masses vocales, une prodigieuse entente des nuances, une harmonie sonore, et, chose surprenante, une incroyable liberté dans la disposition des parties, un mépris souverain des règles respectées par ses prédécesseurs comme par ses contemporains, et surtout par les Italiens dont il est censé le disciple [sic]. »

— Berlioz, Les soirées de l'orchestre.
En 1882, Tchaikovski édite les dix volumes de l'œuvre liturgique de Bortnianski. Alors qu'il a écrit des opéras et des œuvres instrumentales, ce sont les compositions chorales de Bortnianski qui sont le plus jouées de nos jours. Ce vaste corpus est non seulement nécessaire à la compréhension de la musique sacrée orthodoxe du XVIIIe siècle, mais a de plus servi d'inspiration aux compositeurs ukrainiens (particulièrement ukrainiens de l'ouest) de tout le XIXe siècle.
En ce qui concerne la musique instrumentale, le style est proche de celui de Clementi, Pleyel ou Dussek et assez proche de celui des grands maîtres, Haydn et Mozart.
Même si, en Russie, sa musique a été critiquée pour son style « italianisant » et dépassé, Bortnianski est resté populaire, car sa musique est émotionnellement accessible.

## Œuvres
En tout, on compte moins de deux cents œuvres au catalogue de Bortnianski. Alors que, à la mort du musicien, plus de six cents manuscrits ont été légués aux archives du chœur de la cour, seulement vingt ont été conservés. En ce qui concerne la période italienne, deux opéras, sur les cinq composés, nous sont parvenus.

### Instrumentales

#### Piano
- Sonate no 1 en si-bémol majeur
- Sonate no 2 en ut majeur
- Sonate no 3 en fa majeur

#### Quintette
Quintette pour piano, harpe, violon, viole de gambe et violoncelle (1787)

#### Symphonie-concerto
Symphonie-concerto pour piano, harpe, 2 violons, viole de gambe, violoncelle et basson en si bémol majeur (1790).

### Vocales

#### Opéras
- Creonte, dramma per musica en deux actes (Venise, Teatro San Benedetto 26 novembre 1776), livret adapté de l'Antigone de Marco Coltellini[8].
- Alcide (uk), dramma per musica en trois actes (Venise 1778), livret tiré du Alcide al bivio de Métastase.
- Quinto Fabio, dramma seria[5] en trois actes (Modène, palais ducal, 26 décembre 1779), livret tiré du Lucio Papirio dittatore d'Apostolo Zeno.
- Le Faucon, opéra-comique en trois actes (Palais de Gatchina 11 octobre 1786) en français, sur un livret de Franz-Hermann Lafermière, inspiré de Boccace et de Sedaine.
- La Fête du seigneur[9], comédie en un acte mêlée d'arias et de ballets (Palais de Pavlovsk, Saint-Pétersbourg, été 1786) livret de G.I. Chernïshev, A.A. Musin-Pushkin et A.F. Viole, d'après Annette et Lubin de Justine Favart et l'abbé de Voisenon[5].
- Don Carlos (Saint-Pétersbourg 1786) en français, sur un livret de Lafermière. Aujourd'hui perdu[10].
- Le Fils rival ou La Moderne Stratonice (uk), opéra-comique en trois actes (Palais de Pavlovsk 11 octobre 1787) en français, sur un livret de Lafermière.

#### Chœurs et Concerts vocaux d'inspiration religieuse
Ces chœurs sont tous en vieux slavon.
- Da ispravitsia molitva moia [« Laisse ma prière »] no 2.
- Kheruvimskie pesni (Cantique des Chérubins) nos 1-7
- Concert no 1 : Vospoite Hospodevi [« Chantez l'Éternel »]
- Concert no 7 : Priidite vozraduemsia [« Venez, réjouissons-nous »]
- Concert no 11 : Blahoslovy Hospod [« Béni soit le Seigneur »]
- Concert no 18 : Blaho iest ispovedatsia [« Il est bon de prier le Seigneur »] Psaume 92
- Concert no 19 : Reche Hospod Hospodevi moemu [« Le Seigneur dit au Seigneur")
- Concert no 21 : Zhivyi v pomoshi Vyshnaho [« Celui qui habite »] Psaume 91
- Concert no 24 : Vozvedokh ochi moyi v hory [« Je lève les yeux vers les montagnes »]
- Concert no 27 : Hlasom moim ko Hospodu vozzvakh [« Ma voix s'élève vers le Seigneur »]
- Concert no 32 : Skazhi mi, Hospodi, konchynu moiu [« Seigneur, fais-moi connaître ma fin »]
- Concert no 33 : Vskuiu priskorbna iesy dusha moia [« Pourquoi êtes-vous abattue, mon âme ? »], Psaume 42, verset 6

#### Mélodies
Dans le Verger de Cythère, romance (1784)

#### Kol' Slaven
Son hymne Kol' Slaven (en russe : Коль славен) dont les paroles ont été écrites par le poète russe Mikhaïl Kheraskov, est parfois traduit dans les pays occidentaux sous le titre de Tantum ergo.
Avant la révolution de 1917, cet hymne était dédié aux morts tombés sur le champ de bataille et chanté lors de tous les enterrements militaires. Pendant la guerre civile, il est devenu un des hymnes officiel des Armées Blanches, en hommage à tous ceux qui donnaient leur vie pour la chute des Bolchéviques. Ce morceau est actuellement joué tous les jours à midi par le carillon de la Cathedrale de la Forteresse Pierre et Paul. 
Cet hymne funéraire est parfois curieusement chanté aujourd'hui comme chant de Noël. Cette mélodie est aussi populaire auprès des francs-maçons et dans des pays anglophones, où elle est connue sous le nom de Russia, St. Petersburg ou de Wells. En Allemagne, l'air se chante sur un texte de Gerhard Tersteegen (de) Ich bete an die Macht der Liebe (« J'adresse mes prières à la puissance de l'amour ») au Großer Zapfenstreich, un rituel solennel de l'armée (cérémonie de tatouage). 
James Blish, qui a adapté pour la littérature de nombreux épisodes de la série Star Trek, a écrit, dans Whom Gods Destroy (épisode 69) (La Colère des dieux), que le « Ich bete an die Macht der Liebe » de Bortnianski était la musique qui accompagnait « toutes les promotions qui ont défilé à l'Académie de Starfleet lors de la cérémonie des diplômes ».

### Éditions
Polnoye sobraniye dukhovno-muzïkal'nïkh sochineniy Dm. Bortnyanskago (Collection complète des œuvres de musique sacrée), éd. Piotr Tchaïkovski, Moscou, 1881–1882

### Discographie
- Dmitri Bortnianski, The Italian Album (1775-78) : Sinfonia (extr. Il Quinto Fabio), Aria, Vanzonetta, Motets - Pratum Integrum Orchestra (2003, Caro Mitis CM 0042003)[12]
- Dmitri Bortnianski, The Russian Album (1787-90) : Marche pour deux hautbois, deux cors et basson, Sinfonie concertante, Quintette, Concerto pour clavecin, Trois sonates pour clavecin. Pratum Integrum Orchestra (2003, Caro Mitis CM0052003)
- Icons of Slavic Music, Chamber Chorus of the University of California at Berkeley[13]

Il existe un chœur appelé Musicus Bortnianskii, qui chante et enregistre souvent la musique de Bortnianski, Vedel et Berezovsky.